# 佐田真由美
佐田真由美（1977年8月23日—）出生於東京，身兼雜誌模特兒、歌手及演員。身高166公分。所屬事務所為LDH。三歲便開始當模特兒，外祖父是美國人。2008年10月結婚，2009年4月6日女兒誕生。

## 演出

### 電視劇
- 2005.10 流星花園（花より男子）／藤堂靜
- 2006.01 夜王／揚羽 （客串第六集、第七集）
- 2006.02 折翼的天使（翼の折れた天使たち）／平岩ミサ
- 2006.07 下北Sundays（下北サンデーズ）／伊達千惠美
- 2007.01 遲到三天的新年快樂（三日遅れのハッピーニューイヤー!）／新莊あおい
- 2007.01 流星花園2（花より男子2）／藤堂靜
- 2007.07 父女變變變（パパとムスメの7日間）／西野和香子
- 2007.10 工作一姐（働きマン）／荒木雅美
- 2008.04 謎（パズル）／西野エリカ（客串第十集）
- 2008.04 料理仙姬（おせん）／カンナ（客串第五集）
- 2008.10 禿子（トンスラ）／（客串第三集）
- 2008.10 Prisoner（プリズナー）／松宮あおい

### 電影
- 2003 天使之牙（天使の牙B.T.A.）／神崎はつみ
- 2004 再造人卡辛（CASSHERN）／サグレー
- 2005 變身（変身）／橘直子
- 2006 彩虹夏威夷（RAINBOW DRIVEINN）／夏實
- 2007 自虐之詩（自虐の詩）／森田秋子
- 2008 流星花園F（2008年）藤堂 靜
- 2008 功夫小子（カンフーくん）／黑女教師
- 2008 盲劍／美津
- 2008 帥哥西裝（ハンサム★スーツ）(反轉豬腩是王子)／來香
- 2009 GOEMON／おりん

## 外部連結
- 佐田真由美オフィシャルブログ「Mayumiracle Times」Powered by Ameba（页面存档备份，存于）
- 佐田真由美所屬公司LDH中文官方網站（页面存档备份，存于）